# Alagoa (Minas Gerais)
Alagoa es un municipio brasilero del estado de Minas Gerais. Se localiza a una latitud 22º10'14" sur y a una longitud 44º38'31" oeste, estando la sede de la Prefectura a una altitud de 1132 metros, siendo el punto más alto el Pico del Sto. Agostinho con aproximadamente 2300 metros. Su población estimada en 2019 es de 2.674 habitantes. 
Tiene gran potencial turístico, que está siendo desarrollado y estructurado por la Secretaria Municipal de Turismo. 
Posee un área de 162,84 km². 